# Rellotge equatorial
El rellotge equatorial (o rellotge armil·lar) és una mena de rellotge de sol que té una superfície inclinada. El rellotge té la mètrica horària inclosa en el pla de l'equador això en simplifica en gran manera la construcció a causa del fet que l'ombra es fa en coordenades equatorials. El rellotge és una espècie d'esfera armil·lar que representa mitjançant la projecció gnomònica l'esfera celeste a l'horitzó del lloc, l'estil és paral·lel a l'eix terrestre. Les seves característiques fan que les línies horàries estiguin homogèniament equiespaiades 15º per a cada hora solar. És per això, per la qual és un dels rellotges solars més fàcils de traçar. És freqüent trobar aquest tipus de rellotges solars com a part dels templets ocupant una posició ornamental en els jardins de tota mena.
- Rellotge equatorial amb l'«estil» paral·lel a l'eix terrestre
- Rellotge equatorial pla xinès situat a Pequín
- Un rellotge armil·lar: una variant esfèrica dels rellotges equatorials

## Característiques

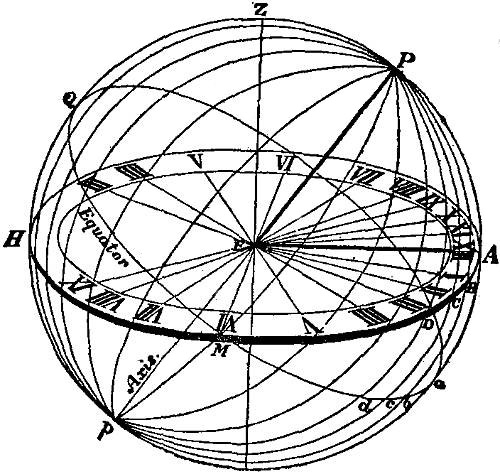
Un rellotge equatorial és la representació de l'esfera celeste en l'horitzó del lloc.

Aquest tipus de rellotge es caracteritza per posseir el gnòmon paral·lel a l'eix de rotació terrestre, apuntant al pol nord (o pol sud en el cas de construir-se a la zona austral). Es disposa de manera que les hores representades en l'escala horària sempre són hores iguals o equinoccials. L'arc diürn en coordenades equatorials es divideix en arcs de 15º (hores equinoccials) per completar els 360° del cercle màxim. La senzillesa en el traçat permet que es realitzi amb un coneixement molt limitat de matemàtica i astronomia. És per aquesta raó per la qual els principiants de gnomònica comencen l'estudi profund d'aquest rellotge per comprendre la resta dels rellotges solars.

### Tipus d'equatorials
Hi sol haver dos tipus de rellotges equatorials, aquells que tenen l'escala horària en un pla (denominats rellotges equatorials plans) i els que es dibuixen en una esfera (denominats rellotges armil·lars o rellotges equatorials esfèrics). Els primers solen tenir l'escala horària en les seves dues cares. Tanmateix tots ells tenen en comú l'escala horària continguda en el pla de l'equador. És a dir, en un pla inclinat amb valor igual a la co-latitud del lloc (és a dir a {\displaystyle 90^{o}-\varphi }) i orientada al migdia. El pla de l'equador, en ser paral·lel al transcurs diürn del sol en l'esfera celeste, redueix el seu traçat horari fent-lo homogeni. Els rellotges plans tenen dues xarxes horàries, una per cada costat del quadrant.
L'homogeneïtat de la xarxa horària d'aquest rellotge l'ha convertit en candidat ideal per incloure en molts d'ells algunes lleugeres variants com les correccions degudes a l'equació del temps en el propi gnòmon. Cas especial dins d'aquesta categoria és el disseny del rellotge equatorial del gnomonocista alemany Martin Bernhard que posseeix un gnòmon analemàtic reversible amb perfil de l'equació de temps (un dels exemplars es troba al Carl-Zeiss-Planetarium de Stuttgart). Alguns dels moderns rellotges solars de precisió es dissenyen com un rellotge equatorial a causa de la senzillesa que tenen en el seu disseny a més de ser el tipus de rellotges que menys es veu afectat per les interferències de la refracció atmosfèrica que es poden fer en la lectura de les hores.
- Cara meridional o superior
- Cara septentrional o inferior

### Calendari
En el cas del rellotge equatorial pla la longitud de l'ombra {\displaystyle {\mathcal {O}}} proporcionada pel ortoestil de longitud g del rellotge sobre l'escala horària és inversament proporcional a la declinació solar. De tal manera que resulta:
{\displaystyle {\mathcal {O}}={\frac {g}{\tan \delta }}}
En els dies de l'any en què la declinació solar és positiva l'ombra es va fent més i més petita, fins que arriba al solstici d'estiu que la declinació val {\displaystyle \epsilon } (obliqüitat de l'eclíptica), després d'aquest període l'ombra va creixent fins que a l'equinocci {\displaystyle \delta =0^{o}} l'ombra és infinitament llarga. Passat el equinocci l'ombra passa pel revers del quadrant.

### Moviment del rellotge
Una de les característiques més notables d'aquesta mena de rellotges, a part de la senzillesa en el traçat de les línies horàries és la capacitat que té de ser transportat a una altra latitud sense canvi en el disseny. Si el rellotge s'ha dissenyat per a una latitud {\displaystyle \varphi _{1}} es pot traslladar a una altra {\displaystyle \varphi _{2}} inclinant l'eix del rellotge convenientment. Un exemple aclaridor es pot trobar si es posa un rellotge al pol nord amb {\displaystyle \varphi =90^{o}} que apareixerà com a horitzontal, just el contrari si es trasllada a l'equador terrestre. Per tant, un rellotge equatorial pot ser traslladat a qualsevol latitud sense canvis en la xarxa horària, només cal canviar la inclinació amb l'horitzó.

## Usos
En els rellotges equatorials armil·lars és possible esbrinar el dia de l'any amb un sistema molt senzill perquè la declinació solar és entesa en les coordenades equatorials com l'alçada i, per tant, la umbra recta serà diferent cada dia de l'any (igual que el valor de la declinació). Aquest tipus de rellotge en rares ocasions es dissenya perquè proporcioni les hores temporàries, les babilòniques i itàliques. Molts d'aquests rellotges es realitzen en superfícies planes, o en esferes excavades (sota la denominació equatorial cilíndric).